# Рамос Марки, Луис Фелипе
Луис Фелипе Рамос Марки (порт.-браз. и итал. Luiz Felipe Ramos Marchi; род. 22 марта 1997, Колина, Сан-Паулу), или же просто Луис Фелипе (порт.-браз. и итал. Luiz Felipe) — итальянский и бразильский футболист, защитник клуба «Райо Вальекано».

## Клубная карьера

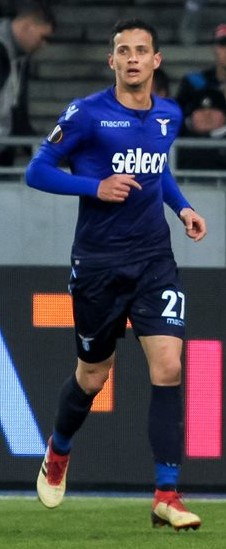
Луис Фелипе в составе «Лацио»

Фелипе — воспитанник клуба «Итуано». 30 января 2016 года в матче Лиги Паулиста против «Сан-Бенту» он дебютировал за основную команду. Летом того же года Луис перешёл в итальянский «Лацио». Сразу же для получения игровой практики Фелипе на правах аренды был отдан в «Селернитану». 9 октября в матче против «Беневенто» он дебютировал в итальянской Серии B. В этом же поединке Луис забил свой первый гол за «Салернитану». По окончании аренды Фелипе вернулся в Рим. 10 сентября в матче против «Милана» он дебютировал в итальянской Серии A. В 2017 году Фелипе стал обладателем Суперкубка Италии.

## Достижения
«Лацио»
- Обладатель Кубка Италии: 2018/19
- Обладатель Суперкубка Италии (2): 2017, 2019